# عروة عدسية
عروة عدسية (Ansa lenticularis) هي جزء من الدماغ، حيث تشكل الطبقة العليا من المادة اللامسماة وهي (عبارة عن سلسلة من الطبقات في الدماغ البشري). والمستمدة من الصفيحة النخاعية للنواة العدسية، تمر من الأعلى إلى ان تنتهي في المهاد ومنطقة أسفل المهاد في حين قال آخرون أنها تنتهي في السقيفة وهي (منطقة عامة داخل الدماغ) والنواة الحمراء. تصنف من قبل نيورونيمز على أنها جزء من أسفل المهاد.